# Rosenberg (Württemberg)
Rosenberg település Németországban, azon belül Baden-Württembergben. Lakosainak száma 2629 fő (2023. december 31.).

## Népesség
A település népessége az elmúlt években az alábbi módon változott:
| Lakosok száma | 2162 | 2652 | 2644 | 2677 | 2690 | 2629 |
|               | 1975 | 2017 | 2019 | 2021 | 2022 | 2023 |